# Independence Stadium (Bakau)
Het Independence Stadium is een stadion in Bakau, Gambia. Het wordt gebruikt voor voetbalwedstrijden, atletiekwedstrijden, concerten en politieke en culturele evenementen. In het stadion kunnen 28.000 toeschouwers. Het stadion verving het Box Bar Stadion als nationaal stadion van Gambia.

## Opening
Het stadion werd gebouwd met behulp van geld uit China. Het werd geplaatst in Bakau, slechts 1,5 kilometer van de Atlantische oceaan. De opening van het stadion vond plaats op 13 november 1984. De wedstrijd was de finale van de SS Ceesay Trophy. In die finale speelde Hawks Banjul tegen Starlight Gunners. De wedstrijd eindigde in 1–1. Hawks Banjul won de wedstrijd na strafschoppen.